# Castración química

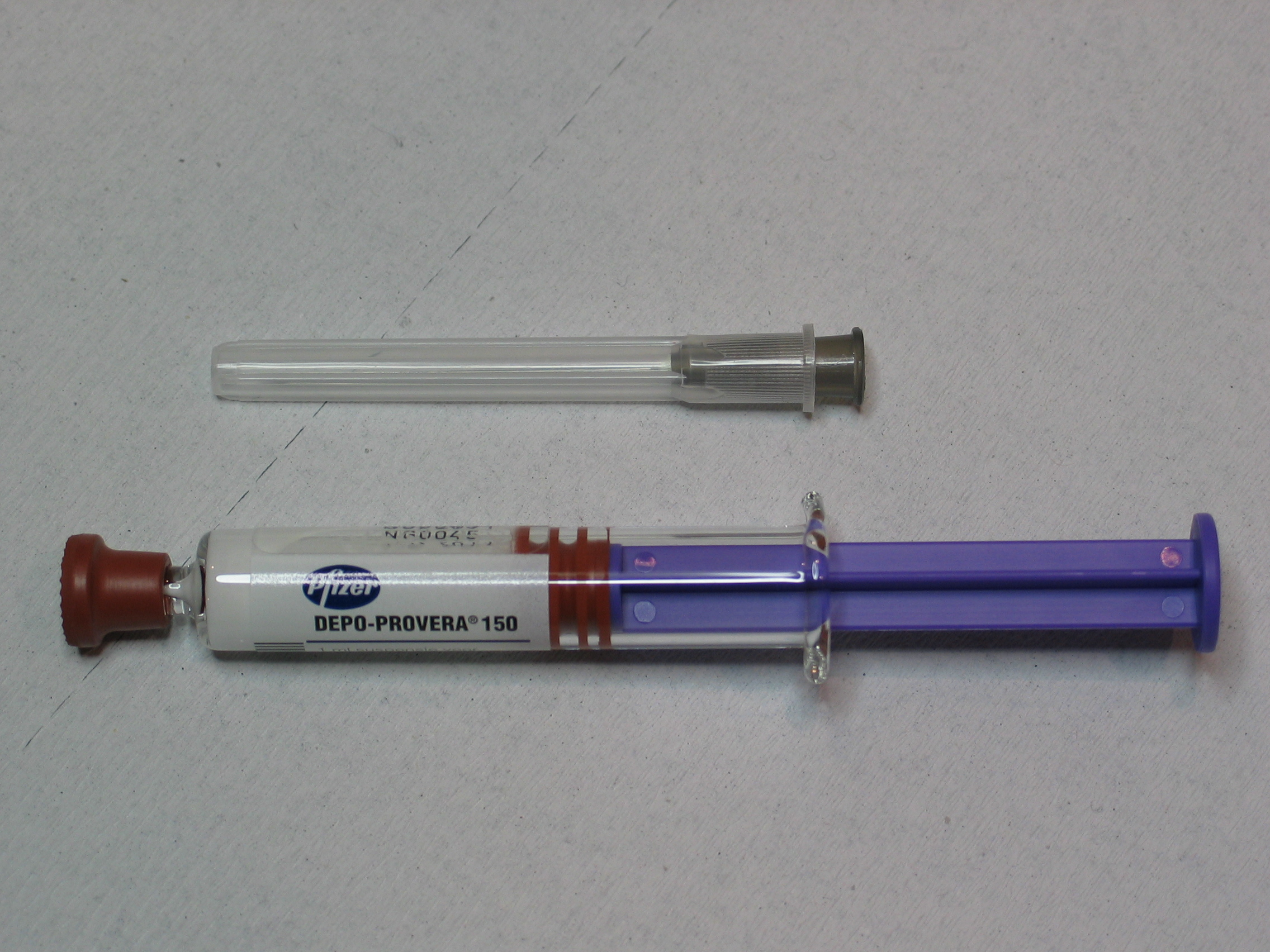
Inyección para el control de la natalidad (Depo Provera)

La castración química utilizado para describir los medicamentos destinados a reducir la libido y a reducir la actividad sexual, por lo general, como una posibilidad para el manejo de la pedofilia, la pederastia y para impedir que los violadores y otros delincuentes sexuales reincidan.
La castración química es un procedimiento médico reversible y temporal, que utiliza sustancias hormonales como el acetato de medroxiprogesterona, cuyo efecto causa la disminución de los niveles de testosterona, inhibe la libido y, así, controla los impulsos sexuales.

## Concepto
A diferencia de la castración quirúrgica (cuando se eliminan los testículos o los ovarios), en la castración química no se ocasiona un cambio físico permanente en el cuerpo, pues no es una esterilización, sino que solo baja los niveles de deseo sexual.
Además, antidepresivos ISRS, tales como la Paroxetina, Fluoxetina y Sertralina, también pueden ser utilizados, ya que son bien conocidos por causar disfunción sexual en los usuarios. Sin embargo, al ser solo un efecto secundario del fármaco, su efecto como castrador químico es cuestionado. Una vez deja de tomar el fármaco, el sujeto vuelve a recuperar los niveles normales de testosterona en cuestión de un mes e incluso en plazos menores, adicionalmente el organismo se tiende a acostumbrar al fármaco, perdiendo su efectividad completamente.
Este tipo de tratamientos han sido utilizados desde hace tiempo para reducir libido de agresores sexuales, cuya incapacidad para controlar sus pulsiones, les conduce a repetir conductas sexuales que perjudican a terceros. La castración química como método terapéutico ha sido y es muy polémica. Debido a la demanda pública para reducir el número de delitos sexuales, ha sido propuesta como una alternativa reversible, incruenta y con menos efectos colaterales que la castración quirúrgica. Además, los estudios realizados no logran confirmar que la castración quirúrgica resulte un método eficaz en la lucha contra los agresores sexuales, porque, aun en caso de extirpación de los órganos sexuales, muchas agresiones sexuales conllevan mucho más que la utilización de los mismos, así que dichas conductas no se verían afectadas, además de que la libido no sufre una atenuación significativa y las recidivas son muy frecuentes. Estos estudios fueron posibles porque desde 1929 hasta 1959, miles de hombres fueron castrados quirúrgicamente en varios países europeos como parte de sus condenas por agresión sexual (aunque en muchos casos las condenas eran por relaciones homosexuales consentidas, dado que estas también eran ilegales entonces). Por otra parte, en recientes investigaciones sobre delincuentes sexuales castrados quirúrgicamente, se comprobó que muchos continuaban con sus prácticas y deseos sexuales, e incluso algunos violadores eran más activos tras su castración.
Todos estos estudios tuvieron como consecuencia que la castración, sea quirúrgica o química, haya sido abandonada como método aceptable de tratamiento en la mayoría de los países.
Sin embargo, otros estudios sugieren que, si la castración química es acompañada por el tratamiento psicológico, se reduce notablemente la tasa de reincidencia. Algunos programas de castración química más terapia psicológica, juntas, prueban ser eficaces en pederastas intrafamiliares y en exhibicionistas, aunque no en violadores. Es por eso que los fármacos rara vez son considerados efectivos por sí solos y son administrados como complemento del tratamiento psicológico, tratamiento orientado a dotar a los agresores de las habilidades necesarias para reconducir su conducta evitando las reincidencia. La medicación suele servir para facilitar la implicación eficaz del paciente en el tratamiento psicológico.

## Efectos
La castración química con medicamentos antiandrógenos conlleva un riesgo para la salud del paciente, por lo que el tratamiento sólo puede ser administrado bajo estricta supervisión médica, y un estrecho seguimiento y asesoramiento dentro de un plan de tratamiento integral. Estos medicamentos nunca deben ser utilizados como único método de tratamiento y el agresor sexual debe participar en simultáneo en un tratamiento cognitivo-conductual diseñado para abordar otros aspectos de la conducta desviada, además de los intereses sexuales.
Cuando se utilizan en varones, estos fármacos pueden reducir el impulso sexual, las fantasías sexuales compulsivas y la capacidad de excitación sexual. Los efectos secundarios que ponen en peligro la vida son poco frecuentes, pero algunos consumidores muestran un aumento de la grasa corporal y una reducción de la densidad ósea, lo que aumenta el riesgo a largo plazo de sufrir enfermedades cardiovasculares y osteoporosis, respectivamente. También pueden experimentar ginecomastia (desarrollo de glándulas mamarias más grandes de lo normal en los hombres); el desarrollo completo es menos común a menos que se combine la castración química con la terapia estrogénica feminizante.

## Castración química por países

### Estados Unidos
Al menos siete estados en los Estados Unidos (Alabama, California, Florida, Georgia, Texas, Luisiana y Montana) han experimentado con la legislación sobre castración química, de acuerdo con Jeffrey Kirchmeier.
California fue el primer Estado que usó la castración química como una pena para los delincuentes sexuales. En los casos en que la víctima es menor de 13 años de edad, los jueces en California pueden exigir a los delincuentes primarios a someterse a la castración química. Después de un segundo delito, el tratamiento es obligatorio.
En Iowa y Florida, los infractores pueden ser condenados a la castración química en todos los casos que involucren graves delitos sexuales. Al igual que en California, el tratamiento es obligatorio después de un segundo delito. El gobernador de Luisiana, Bobby Jindal, firmó el proyecto 144 del Senado del 25 de junio de 2008, que permite a los jueces de Luisiana condenar a los violadores con la castración química.
El senado de Alabama ha aprobado en junio de 2019 un proyecto de ley de castración química que será obligatoria para que pederastas puedan salir de la prisión después de cumplir condena.

### Colombia
El 13 de septiembre de 2012 se radicó un proyecto en el Congreso de este país, que propone que en algunos casos se someta al violador a la castración química para evitar que siga cometiendo este delito.
El 5 de noviembre de 2016, los senadores José David Name y Maritza Martínez, presentaron un proyecto de ley que tiene por objeto crear la pena de inhibición hormonal del deseo sexual obligatoria o castración química para violadores de niños, niñas y adolescentes que habría sido aprobado el 26 de abril de 2018. Sin embargo, el proyecto se encuentra archivado a fecha actual de octubre de 2024. Este proyecto de ley tiene como finalidad modificar la ley 599 de 2000, implementado el procedimiento de castración química obligatoria, complementando la pena privativa de la libertad en caso de delitos contra la libertad, integridad y formación sexuales, en menor de 14 años. En fecha de octubre de 2024, por el caso reciente de violacion, secuestro y asesinato de la menor Sofia Agudelo, hallada sin vida en Candelaria, Valle del Cauca, más de 30 congresistas se han reunido a contemplar la posibilidad de reformular el proyecto de ley además del que contempla la cadena perpetua para violadores, este último negado por la Corte Constitucional por considerar que contraía lo establecido en la constitución de 1991 de este país. 

### Perú
En 2018, el congreso del Perú empezó a debatir sobre este tema a espera de aprobar la castración química como medida complementaria para los violadores y pederastas. Esta propuesta terminó por ser descartada del conjunto de normas sancionado en ese año con relación a prevención y sanción de delitos de violación sexual. Cabe resaltar que, según el abogado Carlos Caro, toda iniciativa que ha antecedido a la de 2018 han sido archivadas de igual forma, dado que la castración química se puede abarcar en la categoría de pena corporal, prohibido en el Perú desde el ámbito constitucional
El 20 de abril de 2022, el Consejo de Ministros de Perú presentó al Congreso un proyecto de ley que volvió a poner esta iniciativa en la mesa, estableciendo ciertos parámetros especiales par aplicar la medida. Sin embargo, el debate en torno a la castración química se generó el día 16 del mismo mes y año, cuando esta propuesta fue presentada por parte del entonces presidente Pedro Castillo.